# Gerberga, reina de los francos
Gerberga (siglo VIII) fue la esposa de Carlomán I, rey de los francos, y cuñada de  Carlomagno. Su huida al reino lombardo de Desiderio tras la muerte de Carlomán precipitó la guerra franco lombarda y el final del reino independiente de los lombardos en 774.
Se sabe muy poco de Gerberga. Su familia y ascendencia se desconocen: hay referencias a que era hija de Desiderio, pero esto parece ser fruto de una confusión entre ella y su cuñada, la princesa lombarda Desiderata, quien se había casado con el hermano de Carlomán, Carlomagno, como parte de un pacto entre los francos y los lombardos. Que ella, de hecho, era franca, es algo atestiguado por el papa Esteban III: cuando el papa oyó que se habían casado Desiderata y Carlomagno, escribió una carta regañando a Carlomán y Carlomagno, y les decía a los dos que "por orden explícita de su padre [esto es, de Pipino el Breve] fuisteis unidos a bellas mujeres francas..."
Gerberga le dio dos hijos a su esposo Carlomán durante su matrimonio, el mayor de los cuales recibió el nombre de Pipino. Después de que Carlomán muriera (de un severo sangrado de nariz, según una fuente), Gerberga esperaba que sus dos hijos heredaran el reino de Carlomán, y quizás pretendía gobernar como regente. En lugar de ello, Carlomagno tomó el territorio de su hermano, y Gerberga huyó de Francia con sus hijos y el principal asesor de Carlomagno, Autchar. El biógrafo de Carlomagno, Eginardo, pretendía que "al morir Carlomán, su mujer y sus hijos, con algunos de los próceres más destacados de su círculo, se fugaron a Italia. Sin que hubiera en realidad motivo alguno y en un acto de desprecio al hermano de su esposo, ella se puso, junto con sus hijos, bajo la protección de Desiderio, el rey de los longobardos".
En Lombardía, Gerberga y sus acompañantes fueron acogidos por el rey Desiderio en Pavía. Desiderio y Carlomán habían sido enemigos durante el reinado de este último, debido a la alianza entre Desiderio y Carlomagno, con quien Carlomán había vivido en un estado de hostilidad. Desiderio, sin embargo, se había distanciado de Carlomagno al repudiar éste poco antes a la hija de Desiderio, Desiderata, y ahora se había marchado para defender a la familia de Carlomán. Se dirigió al papa Adriano I, reclamándole que coronase a los hijos de Carlomán como reyes de los francos y reconociera así su derecho a suceder a su padre.
En 773, Carlomagno invadió Italia para poner fin a la amenaza que Desiderio y Gerberga suponían para él. Desiderio fue sitiado en Pavía, la capital lombarda; Gerberga se refugió con sus hijos, el hijo de Desiderio Adelchis, y Autchar, en Verona, la ciudad lombarda más fuerte. Pavía caería en junio de 774; Verona ya había sido tomada para entonces, no deseando sus ciudadanos presentar resistencia continuada al ejército franco, y Gerberga, sus hijos y Autchar fueron llevados ante Carlomagno.
Se desconoce qué ocurrió después con ella, puesto que no hay más referencia a ella en historias francas o papales. Algunos historiadores consideran que lo más probable es que Gerberga y sus hijos (el mayor de los cuales había sido tonsurado) fueran enviados a casas religiosas, pues tal fue el destino de Desiderio y su familia. Otros creen que las exhortaciones de Carlomagno a sus propios hijos en la Divisio Regni, donde ordena que ninguno de sus hijos debería dañar a los hijos o a los sobrinos, sugieren que podía estar pensando en su propio tratamiento de sus sobrinos.
| Predecesor: Bertrada de Laon | Reina consorte de los francos h. 768-771 con Desiderata (768–771) | Sucesor: Hildegarda |